# Murad Ghirai
Murad Ghirai (tătară crimeeană: Murad Geray مراد كراى, turcă: Murat Giray) (1627 – 1696) a fost un han crimean care a domnit între 1678 și 1683.
Murad, nepotul lui Selamet Girai I, l-a detronat pe hanul Selim I Ghirai în 1678. A participat la asediul Vienei din 1683, iar în urma înfrângerii otomane, a fost considerat responsabil de către marele vizir Kara Mustafa Pașa (executat mai târziu), fiind nerecunoscut și înlocuit cu Hacı al II-lea Ghirai.
A fost exilat la Saracheli în apropiere de Iambol, murind aici în 1696.